# ميغان عمرام
ميغان عمرام (بالإنجليزية: Megan Amram)‏ هي كوميدية ارتجالية وكاتبة سيناريو ومخرجة وممثلة أمريكية، ولدت في 3 سبتمبر 1987 في بورتلاند في الولايات المتحدة.

## ترشيحات
- Primetime Emmy Award for Outstanding Actress in a Short Form Comedy or Drama Series [الإنجليزية]‏ (2018)
- Primetime Emmy Award for Outstanding Short Form Comedy or Drama Series [الإنجليزية]‏ (2018)

## وصلات خارجية
- ميغان عمرام على موقع IMDb (الإنجليزية)
- ميغان عمرام على موقع ألو سيني (الفرنسية)
- ميغان عمرام على موقع ديسكوغز (الإنجليزية)
- ميغان عمرام على موقع قاعدة بيانات الفيلم (الإنجليزية)
- ميغان عمرام على موقع كينوبويسك (الروسية)